# 추평초등학교
추평초등학교는 대한민국 충청북도 충주시 엄정면 가춘리길 19 (추평리)에 있었던 공립 초등학교이다.

## 연혁
- 1940.05.13 엄정공립심상소학교 부설 추평간이학교 개교(1학급 17명)(설립인가 3월 19일)
- 1944.03.09 추평공립국민학교로 승격인가(1학급 80명)
- 1982.03.10 병설유치원 개원
- 1996.03.01 추평초등학교로 교명 개칭
- 1999.02.12 제50회 마지막 졸업식(졸업생 수 : 3,038명)
- 1999.03.01 폐교 (엄정초등학교로 통합)